# Synagoga Zeliga Rajbenbacha w Łodzi (ul. Kamienna 13)
Synagoga Zeliga Rajbenbacha w Łodzi – prywatny dom modlitwy znajdujący się w Łodzi przy ulicy Kamiennej 13.
Synagoga została zbudowana w 1898 roku z inicjatywy Zeliga Rajbenbacha. Została ona przeniesiona z innego lokalu, mieszczącego się przy ulicy Południowej 21. Mogła ona pomieścić 30 osób. Podczas II wojny światowej hitlerowcy zdewastowali synagogę.